# تک‌فام

رنگ تک‌فام: دستگاه‌های دید در شب معمولاً تولید تصاویر تک‌فام به‌طور معمول در سایه‌های سبز تولید می‌کنند.

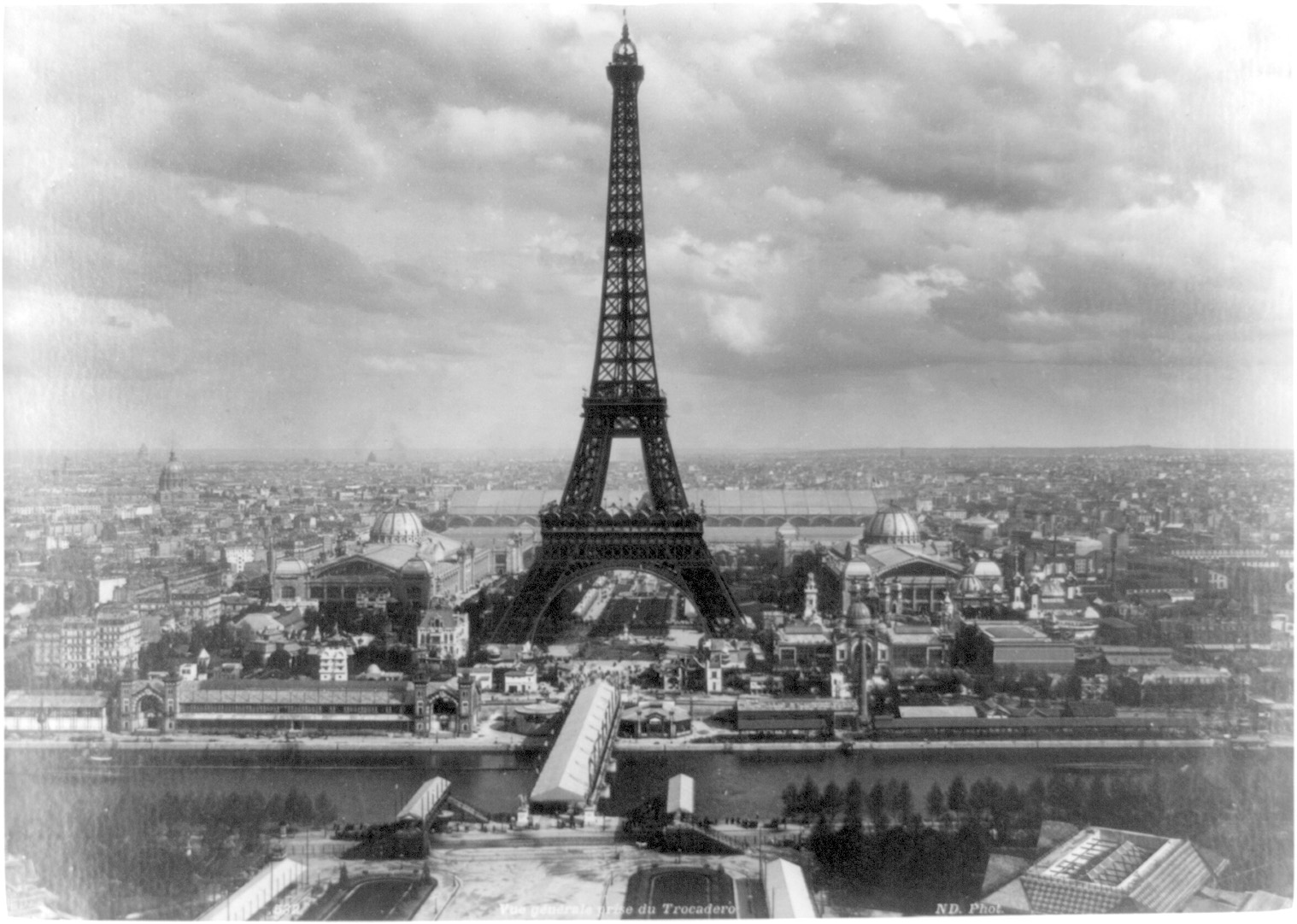
تک‌فام سیاه و سفید: برج ایفل در طول نمایشگاه جهانی ۱۸۸۹

تک‌فام یا تک‌رنگ یا منوکروم توصیف نقاشی و طراحی یا عکس در یک رنگ یا مقادیر از یک رنگ است. شیء یا تصویر تک‌فام نشان دهنده سایه رنگ در فام‌های محدود رنگ یا فام است. تصاویر تنها با استفاده از سایه خاکستری (با یا بدون سیاه یا سفید) به نام سیاه و سفید یا سیاه و سفید می‌باشد. اما از نظر علمی صحبت نور تک‌فام به نور مرئی از یک باند باریک از طول موج (دیدن طیف رنگی) اشاره دارد.

## کاربرد

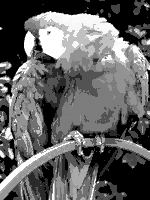
یک عکس از یک طوطی که با یک پالت تک‌فام تعداد محدودی از سایه رندر شده‌است.

برای یک تصویراصطلاح تک‌فام معمولاً به همان معنی سیاه و سفید یا به احتمال بیشتر سیاه و سفید به کار برده می‌شود، اما همچنین می‌تواند برای اشاره به دیگر ترکیبات حاوی تنها تن از یک رنگ مانند سبز و سفید یا سبز و سیاه و سفید مورد استفاده قرار گیرد. همچنین ممکن است به نمایش رنگ تن قهوه ای از نور قهوه ای مایل به زرد به قهوه ای تیره یا cyanotype («طرح») , تصاویر و روش‌های عکاسی اولیه مانند داگرئوتیپهای امبروتیپ‌ها (به انگلیسی: ambrotypes) و تین‌تیپ (به انگلیسی: tintypes) اشاره داشته باشد که هر یک از آن‌ها ممکن است برای تولید یک تصویر تک‌فام مورد استفاده قرار بگیرد.
در محاسبات، تک‌فام دارای دو معناست:
- ممکن است به معنای داشتن تنها یک رنگ باشد که یا روشن یا خاموش است (همچنین به عنوان یک تصویر باینری شناخته شده),
- به سایه آن رنگ اجازه می‌دهد.

یک تک‌فام صفحه نمایش کامپیوتر است که قادر به نمایش تنها یک رنگ اغلب سبز کهرباقرمز یا سفید و اغلب نیز سایه آن رنگ.
در فیلم عکاسی تک‌فام است که به‌طور معمول استفاده از سیاه و سفید فیلم.
در اصل همه عکاسی انجام شد در تک‌فام. هر چند رنگ، عکاسی، ممکن بود حتی در اواخر دهه ۱۸۰۰ به راحتی استفاده می‌شود رنگ فیلم مانند Kodachromeشد در دسترس نیست تا اواسط دهه ۱۹۳۰ است.
در عکاسی دیجیتالتک‌فام به عنوان دریافت تنها سایه‌های سیاه توسط سنسور است یا توسط پس-پردازش تصویر رنگی با ترکیب مقادیر کانال‌های متعدد (معمولاً قرمز و آبی و سبز) صورت می‌گیرد. توزین از کانال‌های فردی ممکن است انتخاب برای رسیدن به یک نظر اثر هنری باشد؛ اگر تنها کانال قرمز با وزن انتخاب شده باشد این اثر با استفاده از یک فیلتر قرمز در فیلم panchromatic مشابه خواهد بود. اگر کانال قرمز حذف شده‌است و سبز و آبی ترکیب شده باشد و اثر شبیه به orthochromatic فیلم خواهد بود یا استفاده از یک فیلتر فیروزه ای در panchromatic فیلم نیز اینگونه است؛ بنابراین انتخاب وزن اجازه می‌دهد تا طیف گسترده‌ای از بیان هنری در فینال تک‌فام تصویر صورت گیرد.
برای تولید یک تصویر anaglyph منبع رنگ اصلی تصویر یانقش برجسته نما ممکن است برای اولین بار به تک‌فام به منظور سهولت در ارائه تصویر کاهش یابد. گاهی این مورد، در مواردی که در آن یک رنگ تصویر با رندر در یک گیج‌کننده صورت با توجه به رنگ‌ها و الگوهای موجود در منبع تصویر و انتخاب فیلتر استفاده می‌شود مورد نیاز است (به‌طور معمول قرمز و مکملهای فیروزه ای).

## در فیزیک
در فیزیک نور تک‌فام تابش الکترومغناطیسی یک تک فرکانس است. در حس فیزیکی هیچ منبع تابش الکترومغناطیسی صرفاً تک‌فام نیست، از آنجایی که این مورد به یک موج نامتناهی به عنوان یک نتیجه از ویژگی محلی‌سازی تبدیل فوریه (همدوسی) نیاز دارد. حتی منابع بسیار کنترل شده مانند لیزر عمل جراحی در طیف وسیعی از فرکانس‌ها (شناخته شده به عنوان خط طیف نوری) نیز اینگونه است. در عمل، فیلتر نور پراش توری، جداسازی نور و نور لیزر است و همه به‌طور معمول به تک‌فام اشاره دارند. اغلب منابع نور را می‌توان مقایسه و به عنوان «تک‌فام» (مشابه استفاده به عنوان monodispersity) شناخته شوند. یک دستگاه که یک باندباریک فرکانس را از پهنای‌باند گسترده‌تر با پهنای‌باند منبع جدا کرده‌است و monochromator نامیده می‌شود، اگرچه پهنای باند اغلب به صراحت مشخص شده و در نتیجه مجموعه ای از فرکانس‌های قابل درک است.